# Batalha de Sarom
A Batalha de Sarom, travada entre 19 e 25 de setembro de 1918 foi um conjunto de confrontos militares que, juntamente com as batalhas de Nablus  e de Samakh, constituíram a Batalha de Megido. Fez parte da Campanha do Sinai e Palestina da Primeira Guerra Mundial. Começou meio-dia antes da Batalha de Nablus e teve lugar numa vasta área que ia desde a costa mediterrânica até Rafat, com bolsas nos montes da Judeia. Ali, o  Corpo XXI da Força Expedicionária Egípcia (EEF) britânica e a brigada francesa Détachment Français de Palestine et de Syrie atacaram forças do Grupo de Exércitos Yıldırım, constituídas pelo 7.º e 8.º exércitos otomanos e pelo Corpo da Ásia alemão.

## Descrição
A Batalha de Sarom estendeu-se bastante para além das linhas da frente otomanas quando o Corpo Montado do Deserto cavalgou através de uma abertura na frente inimiga, atravessando a planície de Sarom para ocupar a planície de Esdrelão. Ao mesmo tempo, na Batalha de Nablus, o Corpo XX britânico atacou Nablus, enquanto a Força de Chaytor do Corpo Montado do Deserto aguentava o flanco direito no vale do Jordão, antes de avançar para segurar as pontes e passadiços do rio Jordão, para continuar o isolamento dos defensores inimigos nos montes da Judeia. Seguidamente, a Força de Chaytor avançou sobre o 4.º exército otomano para capturar Es Salt e Amã, depois da Segunda Batalha de Amã.
A batalha começou em 19 de setembro com um bombardeamento ao estilo da Frente Ocidental, durante o qual intervieram dois terços da artilharia pesada em terra, apoiada pelo poder de fogo de dois contratorpedeiros fustigaram as posições otomanas, ao mesmo tempo que um terço da artilharia pesada em terra disparava fogo de barragem móvel para cobrir os assaltos de infantaria. A infantaria do Corpo XXI atacou simultaneamente ao longo da linha da frente desde a costa, na secção ocidental da linha da frente costeira defendida pelo 8.º exército do Corpo XXII inimigo. Durante este ataque, conhecido por Batalha de Tulcarém, a 60.ª Divisão a primeira e segunda linhas de trincheiras, acabando por capturar Tulcarém, o quartel-general do 8.º Exército otomano.
À sua direita, o principal sistema de trincheiras de Tabsor, defendido pelo Corpo XXII otomano, foi atacado pela 3.ª (Lahore), 7.ª (Meerut) e 75.ª divisões. Estas três divisões subsequentemente avançaram, apesar do Corpo XXII otomano ter sido reforçado, para capturarem Et Tire e a estação de Masudiye. No decurso das batalhas  por Tulcarém e Tabsor, a 7.ª (Meerut) e a 60.ª divisões criaram uma brecha na linha da frente pela qual o Corpo Montado do Deserto pôde avançar. Esta unidade cavalgou para norte e para leste, atrás das linhas inimigas, para capturarem as linhas de comunicação dos exércitos otomanos defensores. O flanco direito do ataque do Corpo XXI aliado foi protegido do Asien-Korps do 8.º Exército pela 54.ª (East Anglian) Divisão. Por sua vez, o Destacamento Francês da Palestina e Síria, manteve a bolsa de Rafat durante a Batalha de Arara enquanto os combates de infantaria progrediam.
A fase de cavalaria da Batalha de Sarom começou logo que os ataques de infantaria provocaram a brecha na linha inimiga. A 5.ª Divisão de Cavalaria indiana tomou a dianteira em direção a norte ao longo da planície de Sarom, seguida pela 4.º Divisão de Cavalaria indiana com a Divisão Montada Australiana como reserva. Subsequentemente, estas divisões atravessaram o Monte Carmelo através de dois passos, para ocuparem a planície de Esdrelão a 20 de setembro, onde cortaram as principais linhas de comunicação otomanas. Unidades da 4.ª e 5.ª divisões de cavalaria convergiram para capturarem Afulah e a 4.ª Divisão tomou Beisan à tarde. A Divisão Montada Australiana capturou Jenin e milhares de prisioneiros quando capturaram a principal linha de retirada de Nablus para Damasco. No dia 20 de setembro, Nazaré, o quartel-general do Grupo de Exércitos Yıldırım, foi atacada sem sucesso pela 5.º Divisão de Cavalaria indiana. Durante a Batalha de Nazaré, o comandante-em-chefe do Grupo de Exércitos Yıldırım, Liman von Sanders, viu-se forçado a fugir. A 5.ª Divisão de Cavalaria capturou a cidade no dia seguinte e alguns dias depois capturou Haifa e Acre, no decurso da Batalha de Haifa.
No último dia da Batalha de Sarom, a Divisão Montada Australiana atacou uma guarnição de retaguarda reforçada alemã em Samakh, que tinha sido colocada em alerta por von Sanders durante a sua fuga de Nazaré. A vitória da cavalaria ligeira australiana na Batalha de Samakh e a subsequente captura de Tiberíades marcou o fim da Batalha de Sarom e de Megido, que se saldou na conquista de muito território e na captura de numerosos prisioneiros inimigos. A ofensiva final da Campanha do Sinai e Palestina foi iniciada no dia seguinte, 26 de setembro, com a perseguição até Damasco, que terminou com a conquista dessa cidade em 1 de outubro.